# Бојана Машковић
Бојана Машковић (Београд, 7. октобар 1985) јесте српска певачица, композитор и текстописац. Идејни је творац пројекта и хуманитарног концерта Дете од снова, који је посвећен деци оболелој од рака.

## Образовање
Са девет година уписује музичку школу Јосип Славенски у Београду, смер клавир. Средњу музичку школу Јосип Славенски и гимназију Свети Сава похађала је паралелно, да би се потом уписала на Факултет Музичке Уметности на коме је дипломирала са просечном оценом 9,5 на смеру за Општу музичку педагогију. Упоредо са теоријским смером у средњој музичкој школи похађала је и смер за соло певање у музичкој школи Стеван Стојановић Мокрањац. У току школовања на Факултету Музичке Уметности освојила је прво место на републичком такмичењу солфеђа младих студената Србије.

## Педагошки рад
Педагошким радом се бави пуних десет година. Пет година је у Средњој школи Артимедија радила као професор предмета солфеђо, теорија музике, историја музике, музичко и певање. Обучава младе поп певаче. Заједно са композитором и музичким продуцентом Марком Коном и младим композитором дечијих песама Немањом Михајловићем оснивач је школе Voice Stars Factory.

## Музичка каријера
Од четврте године бави се певањем и глумом. Била је члан дечјег хора Позоришта Пуж. Бави се компоновањем и писањем текстова као и певањем пратећих вокала. Као вокaлни солиста наступала је на многим омладинским музичким фестивалима у Србији и региону. Била је вокални сoлиста у емисији Пази свеже обојено која се од 1996 — 1998. године емитовала на Првом програму РТС-а. Наступила је, 2019. године, и као један од гостујућих солиста Рок опере новосадског Биг бенда. Била је пратећи вокал на концертима групе Хари Мата Хари и Рибље Чорбе у емисији Луда Народна Ноћ.

### Музички фестивали
Као композитор и текстописац вечера младих звезда била је, 2011. године, учесник музичког фестивала Сунчане скале у Црној Гори. Тада је била и члан жирија главне вечери фестивала.

### Песма за Евровизију
Дебитовала је на такмичењу Беовизија 2020. са песмом Као музика за коју је написала текст. Други пут је, 2022. године, учествовала на избору за Песму за Евровизију са песмом Дама.

## Хуманитарни рад
Бави се хуманитарним радом, реализатор је и идејни творац пројекта и хуманитарног концерта Дете од снова, који је посвећен деци оболелој од рака и удружењу Увек са децом. Компоновала је и написала текст за нумеру Дете од снова коју изводе многе познате личности.

## Дискографија
Синглови
- Као музика (2020)
- Дама (2022)

## Награде и номинације
| Година | Награда                 | Категорија | Рад        | Исход                  | Реф.  |
| ------ | ----------------------- | ---------- | ---------- | ---------------------- | ----- |
| 2020.  | Беовизија 2020.         |            | Као музика | није прошла полуфинале |       |
| 2022.  | Песма за Евровизију ’22 |            | Дама       | није прошла полуфинале | [ 8 ] |